# Jaafar al-Nimeiry
Jaafar Muhammad al-Nimeiry (arabiska: جعفر محمد النميري), född 1 januari 1931 i Omdurman, död 30 maj 2009 i Omdurman, var en sudanesisk general och politiker. Han var Sudans president 1969–1985.

## Biografi
al-Nimeiry studerade vid den prestigefyllda Hantoub School, en brittisk internatskola för eliten. Vid en incident 1948, då eleverna protesterade mot det brittiska styret i Sudan, ledde detta till en skolstrejk och han blev tillfälligt avstängd.
År 1952 utexaminerades han från Sudans militärhögskola, där han blev starkt influerad av panarabiska idéer från Gamal Abdel Nassers fria officerare, vilka tagit makten i Egypten samma år. Senare gick han med i Khartoums garnison.
År 1966 tog al-Nimeiry examen vid U.S. Army Command and General Staff College i Fort Leavenworth, Kansas, USA.

### Politisk karriär
År 1969 störtade al-Nimeiry, tillsammans med fyra andra officerare, Ismail al-Azharis regering. Hans kupp kallades ”majrevolutionen” och han blev premiärminister samt ordförande i det revolutionära råd (RCC) som kom att styra landet. Han startade en kampanj med syfte att reformera Sudans ekonomi genom nationalisering av banker och industrier, samt genomförde jordreformer. Han använde också sin position för att genomföra ett antal socialistiska och panarabiska reformer, och närmade sig Sovjetunionen. 
År 1971 valdes han till president i ett val där han fick 98,6 procent av rösterna. Han upplöste sedan RCC och grundade Sudanesiska socialistiska unionen (SSU), som han förklarade vara den enda lagliga politiska organisationen. År 1972 undertecknade han Addis Abeba-avtalet som innebar att autonomi beviljades till den icke-muslimska södra regionen i Sudan, vilket avslutade det första sudanesiska inbördeskriget och inledde en period på 11 år av fred och stabilitet i regionen. År 1973 utarbetade han en ny konstitution som förklarade Sudan för att vara en demokratisk och socialistisk stat, och gav stor makt till presidenten.
Under 1970-talet utsattes al-Nimeiry för flera kuppförsök från kommunistiska krafter i landet. Han började då att röra sig bort från sovjetiskt inflytande, för att istället närma sig USA och Kina.
År 1977 ägde en nationell försoning rum mellan Sadiq el-Mahdi, ledaren för det utlandsbaserade oppositionen, och al-Nimeiry. Ett begränsat mått på pluralism tilläts, där el-Mahdi och medlemmar av Demokratiska unionistpartiet anslöt sig till lagstiftande makten inom ramen för den socialistiska unionen i Sudan. Hassan al-Turabi, en islamistisk ledare som hade fängslats och sedan gått i exil efter majrevolutionen, bjöds tillbaka och blev justitieminister och justitiekansler 1979.
År 1981 började al-Nimeiry, under påtryckningar från sina islamistiska motståndare, en dramatisk förskjutning mot islamistisk politisk styrning och allierade sig med Muslimska brödraskapet. År 1983 införde han sharialagar i landet, vilket ledde till motstånd från det övervägande kristna och animistiska södra Sudan. De administrativa gränserna i söder reformerades och i strid med Addis Abeba-avtalet upplöste han den södra sudanesiska regeringen, vilket ledde till det andra sudanesiska inbördeskriget. År 1984 deklarerade han undantagstillstånd, vilket gav särskilda befogenheter till militären. 
Kort därefter, den 6 april 1985, då al-Nimeiry var på statsbesök i USA, genomfördes en oblodig militärkupp ledd av hans försvarsminister general Abdel Rahman Swar al-Dahab som avsatte honom från makten. Vid de efterföljande valen blev den pro-islamistiska ledaren, Sadiq al-Mahdi (som hade genomfört ett kuppförsök mot al-Nimeiry 1976) statsminister.
al-Nimeiry levde 1985–99 i exil i Egypten, i en villa belägen i Heliopolis, Kairo. I maj 1999 återvände han till Sudan och deltog året därpå i presidentvalet mot sittande presidenten Omar al-Bashir. al-Nimeiry fick dock endast 9,6 % av rösterna i valet, som bojkottades av den sudanesiska oppositionen som påstod att valet var riggat. Nimeiry avled av naturliga orsaker i sitt hem i Omdurman den 30 maj 2009. 

### Allmänna källor
- Bra Böckers lexikon, 1978